# أسطورتنا
رواية أسطورتنا هي الرواية رقم 27 من سلسلة ما وراء الطبيعة التي تصدرها المؤسسة العربية الحديثة ضمن روايات مصرية للجيب للكاتب أحمد خالد توفيق. تُعدُّ السلسلة أول سلسلة روايات عربية في أدب الرعب

## نبذة عن الرواية
تُعدُّ تلك هي الرواية السابعة التي يكتبها الكاتب في صورة خطابات يرويها الدكتور رفعت إسماعيل في عام 1969م بينما تدور أحداثها في الستينات.
تدور أحداث الرواية عن الآنسة «هـ»، وهي فتاة غاية في الجمال والذكاء من أسرة ثرية لكنها لم تتزوج، ولا يجرؤ أحد علي الاقتراب منها فهي تعيش في بيت يحفه الغموض والإشاعات، تشتكي من أن المكان المفضل لعائلتها هو المقابر، حيث يقع منزلهم، بجانب المقابر والأطفال يلعبون في المقابر. ترسل الآنسة «هـ» الخطاب لرفعت إسماعيل كي يجد لها حل لأنه لا يوجد حل لهذه المشكلة؛ إذ لا تستطيع أن تتخلص من الضيوف الليليين ولا من أسطورتهم، وعندما حاول القدر مصالحتها وأرسل لها شخص يتزوجها تحول إلي ضيف ليلي في صورة شبح يأتي لزيارتها.

## روابط خارجية
- سلسلة ما وراء الطبيعة.
- صفحة أحمد خالد توفيق على موقع جود ريدز
- صفحة د.أحمد خالد توفيق على موقع دار ليلى للنشر.
- صفحة أحمد خالد توفيق على موقع أبجد
- الموقع الرسمي للمؤسسة العربية الحديثة